# Geraltov
Geraltov je obec na Slovensku v okrese Prešov. V obci žije 122 obyvatel.

## Poloha
Obec leží v jihozápadním výběžku Nízkých Beskyd pod Čergovským pohořím. Z větší části odlesněný povrch tvoří členitá vrchovina s nadmořskou výškou v rozmezí od 450 do 548 m n. m., střed obce je ve výšce 505 m n. m. Území je tvořeno magurským flyšem. Severní částí obce protéká Poddubinský potok.

### Sousední obce
Geraltov sousedí s katastrálním územím obcí Hradisko na západě, Mošurov a Malý Slivník na jihu a Velký Slivník na jihovýchodě.

## Místní části
- Geraltov
- Závadka
- Žatkovce

## Historie
Obec vznikla v druhé polovině 13. století na zákupním právu. První písemná zmínka o obci pochází z roku 1339, kde je uváděná jako Geralthfolua, později nesla názvy Geralth (v roce 1383), Geralt (v roce 1773) a od roku 1948 Geraltov.
V roce 1427 obec náležela panství Raslavice, v té době platila daň z 9 port. V roce 1787 měla 29 domů a 195 obyvatel, v roce 1828 žilo 250 obyvatel v 32 domech. Hlavní obživou bylo pastevectví (chov dobytka) a práce v lesích.
V roce 1991 došlo k připojení obcí Závadka a Žatkovce.

## Památky
- Krátce po založení osady byl v obci postavený dřevěný kostel, který byl převezen koncem 18. století do Tročan v okrese Bardejov. Nový zděný řeckokatolický kostel narození Přesvaté Bohorodičky byl vystavěn v roce 1792. Je v něm zachován jedinečný ikonostas.[5]

## Fotografie

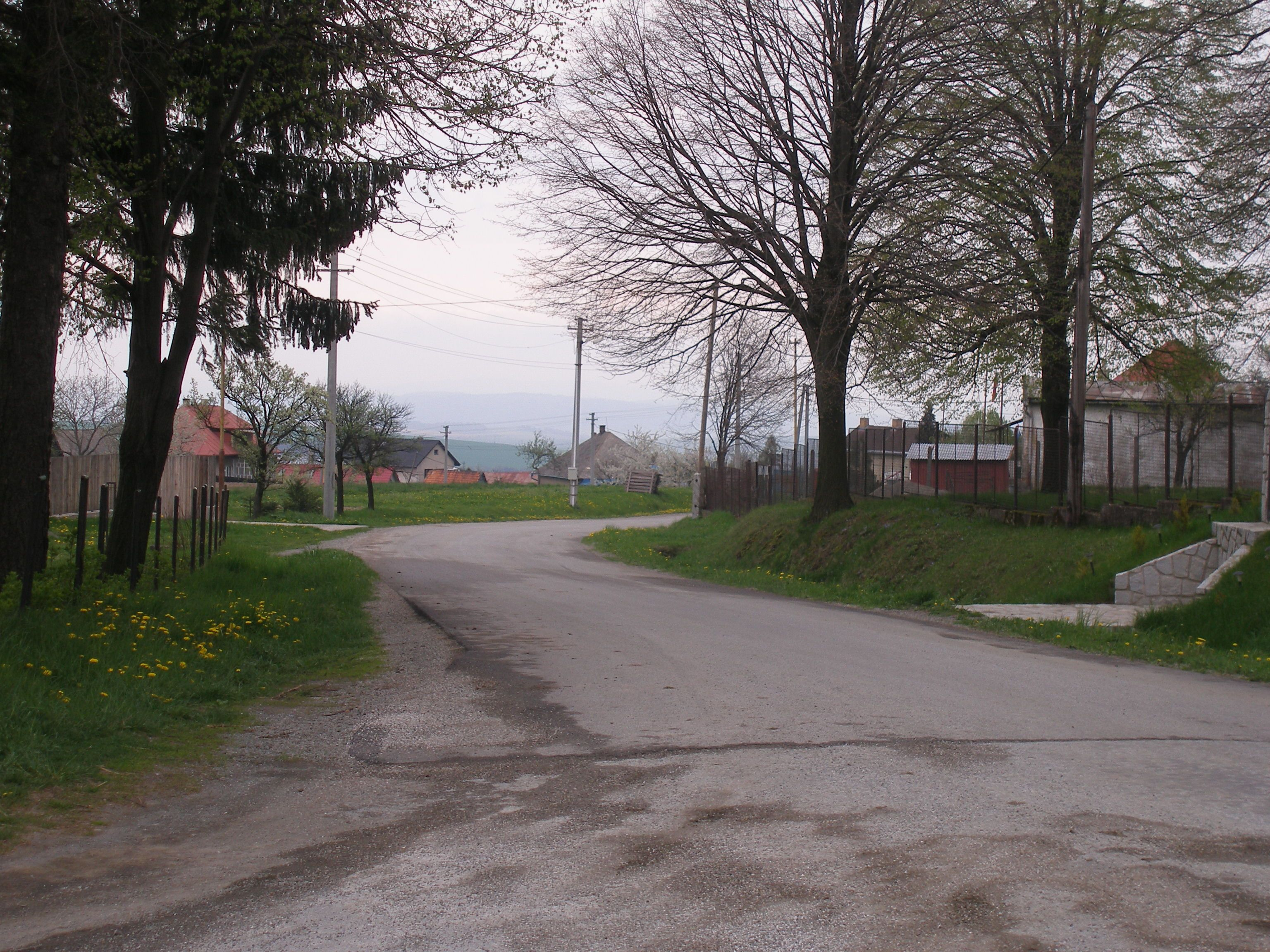
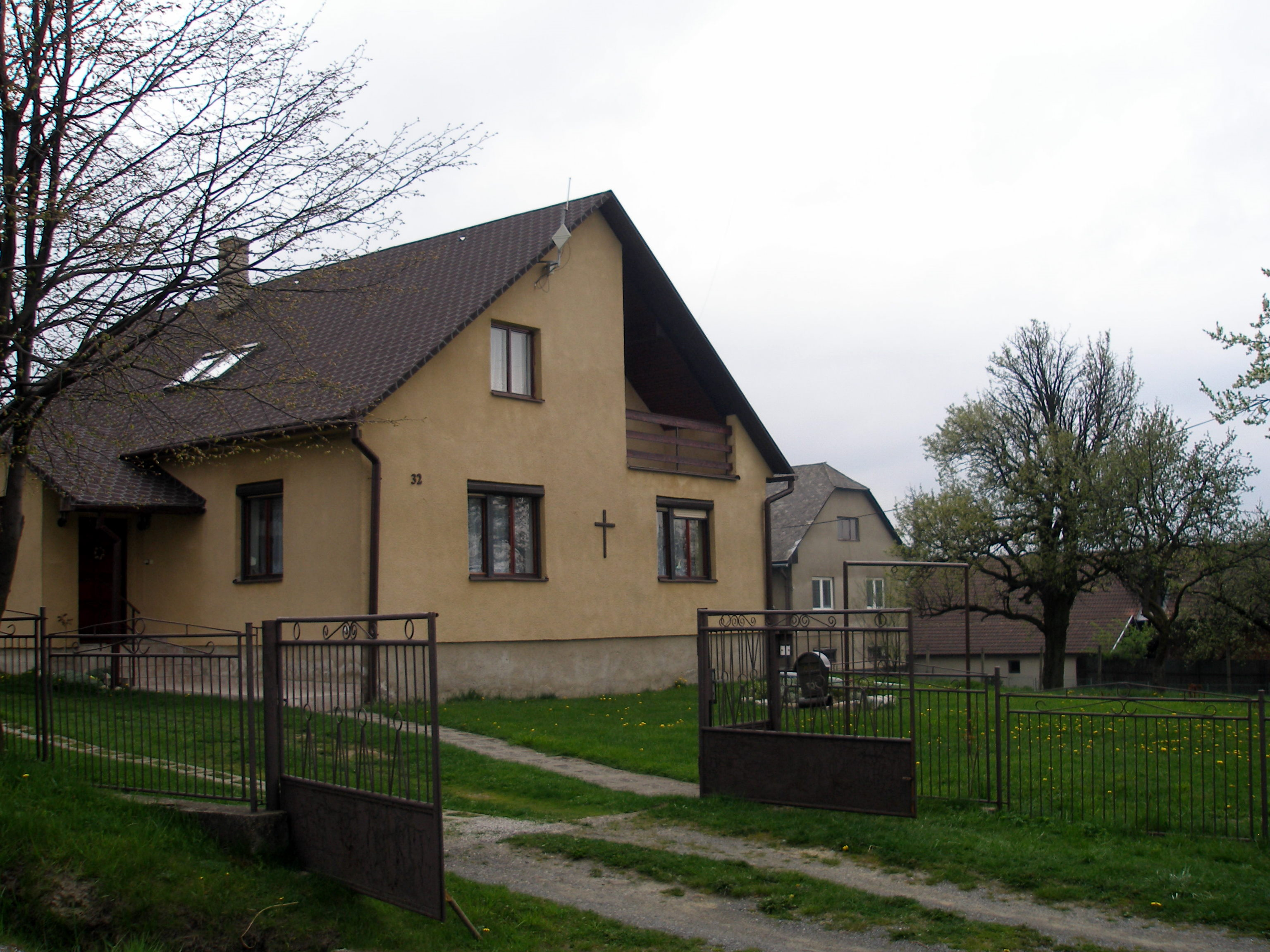
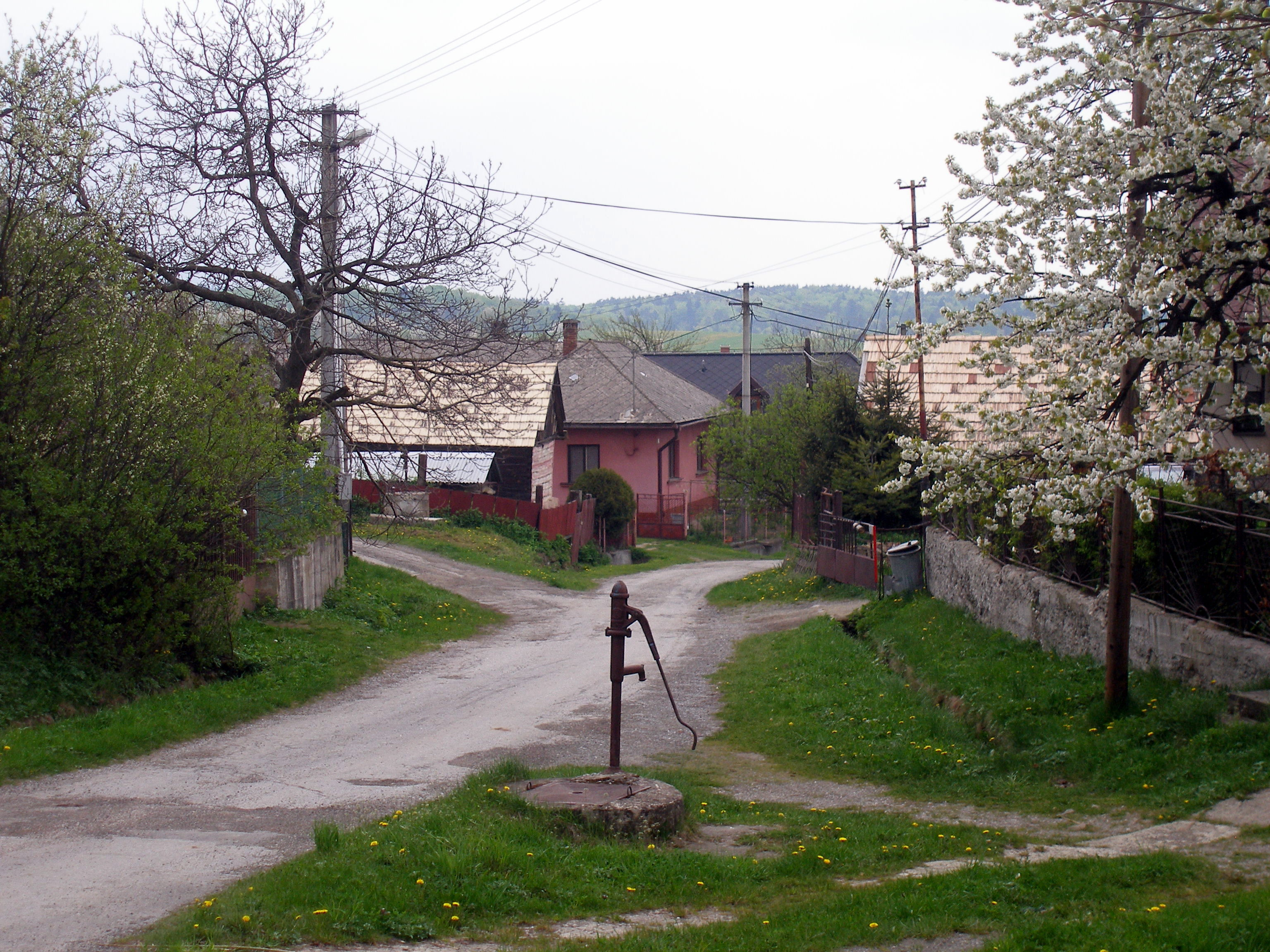
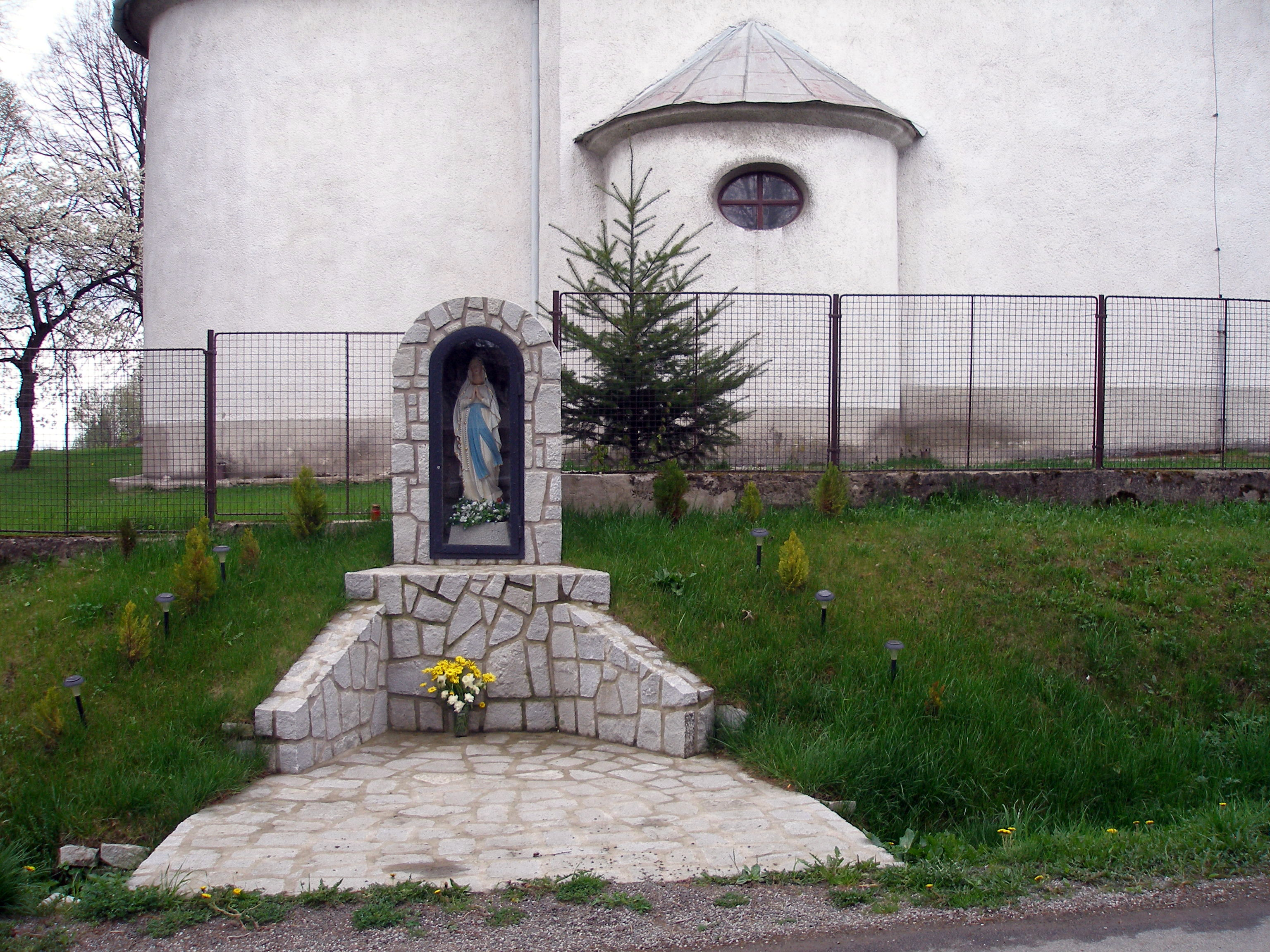